# Alkyd
Alkyd er teknisk set en polyester som er modificeret med tørrende olier.
I 20’erne fandt man på at forbedre de tørrende oliers egenskaber ved at lade umættede fedtsyrer reagere med en polyvalent alkohol som pentaerythritol  og phtalsyreanhydrid. Herved dannes en højviskos væske som stadig indeholder umættede fedtsyrekomponenter og derved stadig har evnen til oxidativ tørring.  
Fordelen ved alkyder er at de tørrer hurtigere end tørrende olier og de tørrer hårdere op og en anden fordel er at de ikke har tendens til at rynke under optørringen som tørrende olier kan have fordi de i modsætning til tørrende olier er bedre til at tørre igennem og ikke kun i overfladen.

## Olielængde
Olielængden er et fagudtryk for hvor stor en procentdel af ingredienserne i alkyden der består af fedtsyrer. Langoliealkyder er de mest almindeligt brugte til malinger og olier til træ, mens mellem- og kortoliealkyder mest finder anvendelse i malinger til metal og andre ikke sugende overflader.
Jo længere olielængden er desto mere minder alkyden om en traditionel oxidativt hærdende olie og omvendt vil kortoliealkyder have mere polyester-karakter end de vil minde om olier. Dog vil kortoliealkyder ofte være mere fleksible og have bedre vedhæftning til underlaget end rene polyestre.
Langoliealkyder har ofte gode solventegenskaber i sig selv og de er almindeligvis relativt lavviskose. Derfor er de populære i formuleringer hvor man ønsker et højt tørstofindhold. Som opløsningsmiddel i disse formuleringer anvendes ofte forskellige råoliedestillater som f.eks. mineralsk terpentin.
Kortoliealkyder er derimod ofte meget højviskose og svære at opløse. De kræver ofte kraftige oxygenerede solventer som butylacetat eller lignende i de formuleringer de indgår i.
Mellemoliealkyders egenskaber ligger imellem langolie og kortolie alkyder. 
| Betegnelse      | Olieandel  | Egenskaber                                           |
| Langoliealkyd   | > ca 60 %  | Blød, langsomttørrende, elastisk, god træbefugtning. |
| Mellemfed alkyd | ca 40-60 % | Egenskaber imellem Lang- og Kortolie alkyder.        |
| Kortoliealkyd   | < 40 %     | Hård, hurtigttørrende, ringe træbefugtning           |

## Modificerede alkyder
Alkyder kan modificeres på flere forskellige måder ved at man lader andre stoffer reagere med frie -OH og -COOH  grupper.
De mest almindelige er urethanalkyder hvor man lader alkyden reagere med isocyanat og chainstoppede alkyder hvor man lader den reagere med benzosyre.
Urethanalkyder er hurtigttørrende, hårde og har ofte meget god udendørs bestandighed og bruges til f.eks. bådlakker. Chainstoppede alkyder er hurtigttørrende og hårde og udmærker sig desuden ved at danne en særlig hård og glansfuld overflade og er derfor velegnede til såkaldte emailler der er en hård og glansfuld maling.

## Produkter der indeholder tørrende olier
Alkyder og tørrende olier anvendes til mange formål og findes både som rene bindemidler og bindemidler opløst i et solvent til solventbaserede malinger eller som vandige dispersioner/emulsioner til vandige malinger. Tidligere var alkyder nærmest universalbinderen i forskellige typer maling men er i dag på mange områder fortrængt af mere moderne bindemidler. I nedenstående er blot nævnt nogle af de andre bindertyper man typisk støder på i farve- og lakindustrien og nogle af deres typiske anvendelsesområder. De forekommer ligesom alkyder både til solvent og vandige produkter. Acrylater anvendes dog næsten udelukkende til vandige malinger og UV hærdende lakker(link). Silikater anvendes kun i vandige malinger.
| Epoxy     | Industrigulve, skibsmalinger, metalmalinger, autolakker.                                            | Solvent og vandbasis                       |
| Urethan   | Metalmalinger, trægulve, bådlakker, autolakker.                                                     | Solvent og vandbasis                       |
| Acrylater | Vægge, lofter, lakker til trægulv, træmalinger, malinger til murværk, decorative universalmalinger. | Vandbasis, kun undtagelsesvis solventbasis |
| Polyester | Metalmalinger.                                                                                      | Solvent og vandbasis                       |
| Siliconer | Varmebestandige malinger til brændeovne, udstødningsrør, mv.                                        | Solvent og vandbasis                       |
| Silikat   | Murværk                                                                                             | Kun vandbasis                              |

Alkyder har dog stadig nogen anvendelse til lakker til trægulve, metalmalinger, malinger til murværk mv.
Alkydernes vigtigste anvendelsesområder i dag er malinger til træ – ofte i kombination med acrylater – gør det selv 1 komponent bådlakker, olielakker, olier til gulve og udendørs overflader, dekorative malinger til metal, træ, murværk mv.
Alkydprodukter er ofte kendetegnet ved at være alsidige og brugervenlige og for deres gode evne til at hæfte på overflader og trænge ind i substratet. Af samme grund er det ikke ualmindeligt at tilsætte en mindre mængde alkyd til f.eks. acrylbaserede produkter for at forbedre indtrængning og vedhæftning. 
En interessant egenskab ved alkyderne er desuden at de indeholder en relativt stor andel af fornybare ressourcer hvor de andre farve- og lakbindemidler primært er baseret på råvarer udvundet af råolie. Med svindende olieressourcer, bevidsthed om CO2 udledning og generel øget bevidsthed om miljø og klima må alkydprodukter igen forventes at kunne blive attraktive.
De mange muligheder for at modificere dem gør det desuden muligt at tilpasse dem til de forskellige behov der er.

## Formulering af alkydprodukter

### Maling
En maling kan meget grundlæggende betragtes som en polymeroverflade der beskytter emnet nedenunder. Ligesom de fleste plasttyper som også er baseret på polymerer, er de fleste malinger kompositmaterialer hvor der er tilsat forskellige – oftest mineralske – fyldstoffer og pigmenter for at økonomisere med den dyre polymer, give hårdhed og andre egenskaber. Derudover tilsættes malingen pigmenter, som kan være både uorganiske og organiske pigmenter. Pigmenternes rolle er udover at give farve også, at beskytte malingen og underlaget mod nedbrydning af solens UV stråler, som de fleste pigmenter blokkerer meget effektivt. Særligt populære pigmenter til maling er titanddioxid og forskellige jernoxider som tilhører gruppen af uorganiske pigmenter. 

### Træolie
En anden populær anvendelse af alkyder er til træolier som i fagsproget blot olier som i modsætning til malinger almindeligvis ikke indeholder fyldstoffer. Træolier er designet til at suge ind i træet og beskytte det indefra ved, at udfylde de åbne porer i træet hvor en maling og lak er designet til at danne en beskyttende film oven på træet.
Olien bevarer således træets naturlige udseende og har længe været en populær måde at behandle træterrasser og møbler på. Oliering med en træolie er i de senere år også blevet meget populær til gulve indendørs, da de giver mulighed for at danne meget smukke træoverflader. 
Olierede gulve har mange år haft ry for at være vanskelige at holde pæne, men med den rette gulvpleje er de i modsætning til rygtet nemme at holde pæne.
Olier kan både være på vandbasis i form af en emulsion af alkyd og tørrende olier eller i traditionel form som alkyd og tørrende olier opløst i terpentinprodukter.
Hver type har både fordele og ulemper. Vandige olier er miljøvenlige og ikke ubehagelige at arbejde med, men pga. vandindholdet i den endnu ikke optørrede olie kan de give fiberrejsning på træoverfladen. Dette sker ikke med terpentinbaserede olier, til gengæld er de ikke nær så miljøvenlige og ofte ubehagelige at arbejde med pga. terpentindampene som naturligvis også er sundhedsskadelige for folk der arbejder med dem til dagligt.
Olier med højt tørstofindhold er de bedste da de kombinerer de gode egenskaber fra de traditionelle terpentinbaserede olier og de vandbaserede olier. Således giver de ikke fiberrejsning og indeholder kun meget lidt eller ingen terpentin. Endvidere giver de optimal udfyldning af træporerne og resulterer derved i en mere modstandsdygtig overflade. Men de er dyre og finder derfor mest anvendelse til særligt krævende opgaver samt eksklusive opgaver hvor materialeprisen er underordnet blot kvaliteten er i top.

### Alkydlak
En særlig type alkyd produkter er klare trælakker – f.eks. bådlakker – og olier. Her tilsættes ikke fyldstof, men det er binderen i sig selv der danner overfladen. Det kan give meget lækre overflader på træ hvor træets egen struktur og udseende fremhæves.
De transparente bådlakker er derfor meget populære til mindre træbåde og andet udendørseksponeret træ.
Olier er meget populære til trægulve, møbler og terrasser. Olierne pigmenteres undertiden hvilket sammen med træet struktur og udseende kan give meget smukke overflader med et utroligt farvespil.
Alkyder finder kun begrænset anvendelse i lakker i dag, da de stort set er fortrængt af vandbaserede acryl- og polyurethanlakker, der foretrækkes af professionelle gulvlakerere for deres hurtige tørring og hårdhed. 

### Alkyd Grundtyper
Traditionelt er alkyder blevet formuleret med bindemiddel (alkyd), pigmenter og fyldstoffer og et organisk opløsningsmiddel der som regel er naphtabaseret.  
Pigmenter og fyldstoffer indrøres i bindemidlet med stor kraft og der tilsættes forskellige additiver som hjælper med, at befugte pigmenter og fyldstoffer med bindemiddel og opløsningsmiddel. Der tilsættes endelig bestemte metalsalte som virker som katalysatorer for den oxidative hærdning.
Herefter tilsættes eventuelt ekstra organisk opløsningsmiddel indtil produktet har den ønskede viskositet og udflydningsevne således, at slutbrugeren kan arbejde med det.
Efter påføring fordamper først opløsningsmidlet og herefter går selve den oxidative hærdning i gang. Denne kan tage fra få timer til flere dage og gennemhærdningen hvor alkyden udreagerer kan tage fra få dage til flere uger.  
Ligesom med andre bindemiddeltyper er der også udviklet mange vandbaserede alkyder hvor alkyden forefindes som små emulsionspartikler i en vandig suspension.
Formuleringen af disse er beslægtet med de mere traditionelle typer idet der også her tilsættes pigmenter, fyldstoffer, opløsningsmiddel som her er vand og metalsalte.
Til sidst justeres viskositeten til det ønskede med enten vand eller fortykker eller undertiden begge dele, for at opnå den ønskede viskositet og udflydningsevne.
Endelig er der en tredje type som er de såkaldte High Solid Alkyder hvor man har reduceret viskositeten på den færdige binder så der er intet eller kun et lille behov for opløsningsmiddel i det færdige produkt.
De sidste to typer giver de mest miljøvenlige produkter.

## Alkyd i 2 komponentsystemer
Hærdningen af alkydbaserede produkter kan i mange tilfælde fremskyndes ved at tilsætte en hærder til produktet som kan reagere med frie -OH og -COOH grupper i alkyden. Dette vil resultere i en hurtigere hærdning såvel som hurtigere gennemhærdning.
Fremgangsmåden kan have sin berettigelse hvor man har behov for en gennemhærdet overflade på kortere tid end det ellers ville tage med den oxidative hærdning alene.
Som hærder anvendes enten en isocyanathærder eller en aziridinhærder. Bemærk at reaktionen med isocyanathærder er identisk med den reaktion som anvendes til at fremstille urethanmodificerede alkyder.